# 古特曼演算法
古特曼演算法（英語：Gutmann method）是一種將電腦硬碟中的內容，如檔案，進行安全抹除的演算法。該演算法由彼得·古特曼與科林·普拉姆設計，最早出現於1996年6月的期刊文章《Secure Deletion of Data from Magnetic and Solid-State Memory》。主要特色是在要被抹除的區段中重複寫入35個片段。
而片段的選擇，是在假定使用者不知道使用在硬碟的編碼機制為何，因此該演算法特別為3種不同型別的硬碟，設計不同的片段。如果使用者知道硬碟所使用的編碼模式，就可以為這個硬碟選用專屬的片段模式。一個硬碟當中不同的編碼機制，會需要不同的片段模式。
在古特曼演算法當中，大多數的片段模式多是設計給較老舊的MFM/RLL編碼硬碟。較為近代的硬碟類型技術上都不是使用這種較老舊的編碼模式，造成這些由古特曼設計的片段模式成為累贅。因此，從約2001年開始，ATA IDE與SATA硬碟製造商，針對「安全抹除」標準進行支援設計，避免了使用古特曼演算法抹除整個硬碟的需求。
自2001年起，一些高技術配置及SATA硬碟製造商的設計已支援ATA Secure Erase標準，使得在清除整個硬碟時，不再需要使用古特曼演算法。此外，古特曼演算法不適用於隨身碟：一項2011年的研究顯示，有 71.7% 的資料仍可被恢復。而在固态硬盘上，使用該方法後的資料恢復率約為 0.8% 至 4.3%。

## 背景
在大多數作業系統中，刪除功能僅會將檔案所佔用的空間標記為可重複使用（即移除檔案的指標），但不會立即移除其內容。因此，在此階段，透過許多資料恢復軟體仍能相對輕鬆地還原檔案。然而，一旦該空間被其他資料覆寫後，已無法透過純軟體方式來恢復被覆寫的資料，因為儲存裝置的介面僅能回傳當前的內容。
彼得·古特曼主張，情报机构可能具備高階工具（例如磁力顯微鏡搭配图像分析），可以偵測磁碟上先前的資料位元。然而，根據《使用磁力顯微鏡從硬碟重建資料》的研究，這項主張被認為站不住腳。

## 方法
一次完整的覆寫程序由四組隨機寫入模式作為開頭，接著隨機執行第 5 至 31 次的特定寫入模式（詳見下表），最後再以四組隨機模式作為結束。
每個第 5 至 31 次的模式皆針對某一種磁儲存的代码方式設計，以隱藏磁碟上的資料，達到無法輕易恢復的效果。儘管下表中的位元模式專門針對特定編碼方式，但覆寫時仍會對整個磁碟進行多次寫入，確保資料被徹底覆蓋。使用該方法的最終目標是，即使是高階的物理掃描技術（如磁力顯微鏡），也無法恢復任何資料。
| 次數  | 寫入資料 (表示法)          | 寫入資料 (表示法) | 針對的編碼方式之磁碟寫入模式 | 針對的編碼方式之磁碟寫入模式 | 針對的編碼方式之磁碟寫入模式 |
| 次數  | 二进制                     | 十六进制          | (1,7)長度限制編碼            | (2,7)長度限制編碼            | 改良頻率調變                 |
| ----- | -------------------------- | ----------------- | ---------------------------- | ---------------------------- | ---------------------------- |
| 1~4   | (隨機)                     | (隨機)            |                              |                              |                              |
| 5     | 01010101 01010101 01010101 | 55 55 55          | 100...                       |                              | 000 1000...                  |
| 6     | 10101010 10101010 10101010 | AA AA AA          | 00 100...                    |                              | 0 1000...                    |
| 7     | 10010010 01001001 00100100 | 92 49 24          |                              | 00 100000...                 | 0 100...                     |
| 8     | 01001001 00100100 10010010 | 49 24 92          |                              | 000 100000...                | 100 100...                   |
| 9     | 00100100 10010010 01001001 | 24 92 49          |                              | 100000...                    | 00 100...                    |
| 10    | 00000000 00000000 00000000 | 00 00 00          | 101000...                    | 1000...                      |                              |
| 11    | 00010001 00010001 00010001 | 11 11 11          | 0 100000...                  |                              |                              |
| 12    | 00100010 00100010 00100010 | 22 22 22          | 000 100000...                |                              |                              |
| 13    | 00110011 00110011 00110011 | 33 33 33          | 10...                        | 1000000...                   |                              |
| 14    | 01000100 01000100 01000100 | 44 44 44          | 000 100000...                |                              |                              |
| 15    | 01010101 01010101 01010101 | 55 55 55          | 100...                       |                              | 000 1000...                  |
| 16    | 01100110 01100110 01100110 | 66 66 66          | 0000 100000...               | 00000 10000000...            |                              |
| 17    | 01110111 01110111 01110111 | 77 77 77          | 100010...                    |                              |                              |
| 18    | 10001000 10001000 10001000 | 88 88 88          | 00 100000...                 |                              |                              |
| 19    | 10011001 10011001 10011001 | 99 99 99          | 0 100000...                  | 00 10000000...               |                              |
| 20    | 10101010 10101010 10101010 | AA AA AA          | 00 100...                    |                              | 0 1000...                    |
| 21    | 10111011 10111011 10111011 | BB BB BB          | 00 101000...                 |                              |                              |
| 22    | 11001100 11001100 11001100 | CC CC CC          | 0 10...                      | 0000 10000000...             |                              |
| 23    | 11011101 11011101 11011101 | DD DD DD          | 0 101000...                  |                              |                              |
| 24    | 11101110 11101110 11101110 | EE EE EE          | 0 100010...                  |                              |                              |
| 25    | 11111111 11111111 11111111 | FF FF FF          | 0 100...                     | 000 100000...                |                              |
| 26    | 10010010 01001001 00100100 | 92 49 24          |                              | 00 100000...                 | 0 100...                     |
| 27    | 01001001 00100100 10010010 | 49 24 92          |                              | 000 100000...                | 100 100...                   |
| 28    | 00100100 10010010 01001001 | 24 92 49          |                              | 100000...                    | 00 100...                    |
| 29    | 01101101 10110110 11011011 | 6D B6 DB          |                              | 0 100...                     |                              |
| 30    | 10110110 11011011 01101101 | B6 DB 6D          |                              | 100...                       |                              |
| 31    | 11011011 01101101 10110110 | DB 6D B6          |                              | 00 100...                    |                              |
| 32~35 | (隨機)                     | (隨機)            |                              |                              |                              |

表中的模式透過不同編碼方式展示了磁碟上的位元如何排列。這些模式旨在隱藏原始資料，使即便有進階的工具也難以找回。

## 批評
美國全國經濟研究所這間私人非營利研究機構的丹尼爾·費恩柏格（Daniel Feenberg）對葛特曼的主張提出了批評。他質疑葛特曼所宣稱的「情報機構有能力讀取被覆寫的資料」的說法，指出此類主張缺乏證據支持。費恩柏格發現，葛特曼引用了一個不存在的資料來源，且其他來源也無法實際證明成功恢復資料，只能進行部分成功的觀察。此外，葛特曼對「隨機」的定義與常見的理解也有所不同。他認為，隨機資料應該是偽隨機數據，且序列的生成規律需為資料恢復方所知。然而，這與一般的「不可預測」隨機數不同，例如由密码学安全伪随机数生成器所生成的序列。
儘管如此，一些政府的資訊安全程序仍認為，磁碟即使已被覆寫一次，仍屬於敏感資料。
葛特曼本人對部分批評進行了回應，並在其原始論文的後記中批評了人們對其演算法的濫用。他指出：
「自從這篇論文發表以來，有些人將我所描述的35 次覆寫技術，視為一種驅邪儀式來驅逐邪靈，而非基於磁碟編碼技術的技術性分析。因此，他們主張即使在PRML和EPRML磁碟上也應進行完整的 35 次覆寫，儘管這樣做的效果不會比單純以隨機資料覆蓋更有效。」

「實際上，對任何磁碟進行完整的 35 次覆寫都是毫無意義的，因為此技術的設計涵蓋了所有常用編碼技術的組合，包括超過 30 年歷史的 MFM 方法（如果你不了解這段話的意思，請重讀論文）。如果你使用的磁碟採用某一種特定的編碼技術X，只需要進行針對 X 的覆寫，而不需要進行全部 35 次的覆寫。」

「對於現代的 PRML 和 EPRML 磁碟而言，進行幾次隨機資料的擦除已是最佳方法。正如論文所說，『用隨機資料進行徹底擦除，已經是所能達到的最佳效果』。這在1996 年如此，現在依然如此。」
 — 彼得·古特曼， 〈從磁性與固態記憶體中安全刪除資料〉， 奧克蘭大學電腦科學系